# Step by Step (album de Steps Ahead)
Pour les articles homonymes, voir Step by Step.
Step by step est un album de jazz, enregistré par le groupe Steps Ahead et produit par Mike Mainieri. Il a été enregistré en 1979 et mis en vente un an plus tard.

## Liste des titres
1. Uncle Bob
2. Kyoto
3. Belle
4. Bullet Train
5. Six Persimmons

Tous enregistrés au CBS Sony Roppongi Studios, à Tokyo, au Japon, le 17 décembre 1979.

## Liste des participants
- Mike Mainieri: producteur, vibraphone
- Michael Brecker: saxophone
- Don Grolnick: piano
- Eddie Gomez: contrebasse
- Steve Gadd: batterie